# 先有鸡还是先有蛋

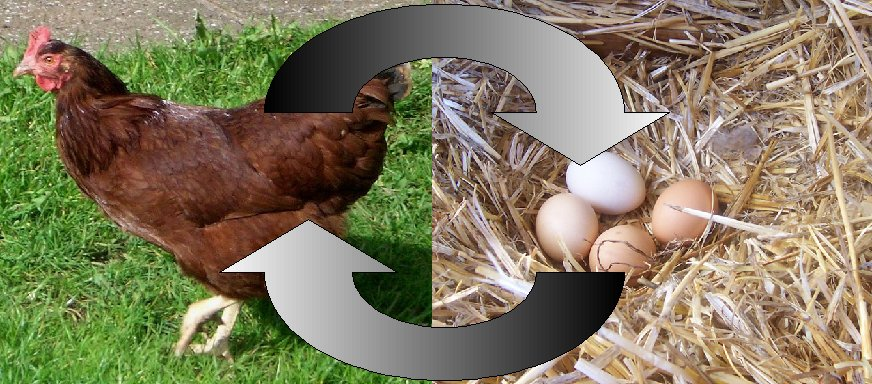
“先有鸡还是先有蛋，这是个问题。”

先有鸡还是先有蛋这个因果困境想要表达的是一个“到底是先有蛋，还是先有鸡”的问题。这个鸡与蛋的问题也常常激起古代的哲学家们去探索并讨论生命与宇宙的起源问题。
在一般情况下，人们往往会认为要得到“先有鸡还是先有蛋”这类循环因果的问题的答案是徒劳的，人们会认为这是自然界中最基本的问题。当然，关于这个问题的字面答案是简单并显而易见的：卵生动物在鸡出现前很长的一段时间中就一直存在了。然而，这个简单问题背后的隐喻却带来了一个形而上学层面上的困境问题。为了更好的理解这个困境问题，该问题也会被改写成“X得到了Y，Y得到了X，那么是先有X还是先有Y”。
这个问题也往往会等效运用在工程及其他学科的“一个需要计算自己本身才能得到的参数”这类循环引用问题上。此类情况的范例有范德华方程及著名的达西摩擦系数计算公式。

## 历史
古代的哲学家们往往会在他们的哲学著作中提到这个困境问题。他们的著作表明，这个问题的确深深的困扰着他们，而且哲学家也常常与他人一起分享并讨论这个问题。
古希腊哲学家亚里斯多德就对先有鸡还是先有蛋这个问题感到困惑，他最终得出结论认为无论是鸡还是蛋，这两者都必然是一直存在着的。

这世间不可能有一人生来沒有父母，盖这一切都是与自然规律不符的。所以不可能存在着第一颗能够孵出鸟的蛋因为蛋是由鸟下出来的，反之亦然。

柏拉图也与他持有同样的看法，并认为任何生命在出现在这世界上之前会先化作灵魂。
普鲁塔克在讨论这个问题时使用的是“母鸡”一词而并非简简单单的“鸟”。在莫雷利亚的第八卷文献《席间闲谈》（英語：Table Talk）中提到普鲁塔克曾在一个哲学讨论会上讨论了一系列以该困境为基础的问题。在一节标题为“无论先有蛋还是先有鸡”的讨论中，他们还引入了一个更深层次且更有份量的问题：

……大家讨论的这个“母鸡和鸡蛋哪个先出现”的问题让我们十分困扰。而我的朋友苏拉说当我们讨论这个问题时，其实是已将其作为一个工具并用这个问题触动到了另一个更深邃且更沉重的问题，即“世界的起源”……

古罗马哲学家玛克罗比阿斯则认为这个问题需要好好的探讨：

大家总是开着玩笑或者并不当回事的讨论着是先有鸡还是先有蛋，但是这个问题应该被作为一个重要的并且值得讨论的问题并被大家仔仔细细的来探讨一番。

史蒂芬·霍金和克里斯托弗·兰根曾为先有蛋还是先有鸡而争执，虽然该问题因达尔文的进化论而丧失了重要性：世上必须先有一个传统意义上的卵或者一个能孵出鸡的蛋。

## 问题研究

### 蛋白质方面的研究

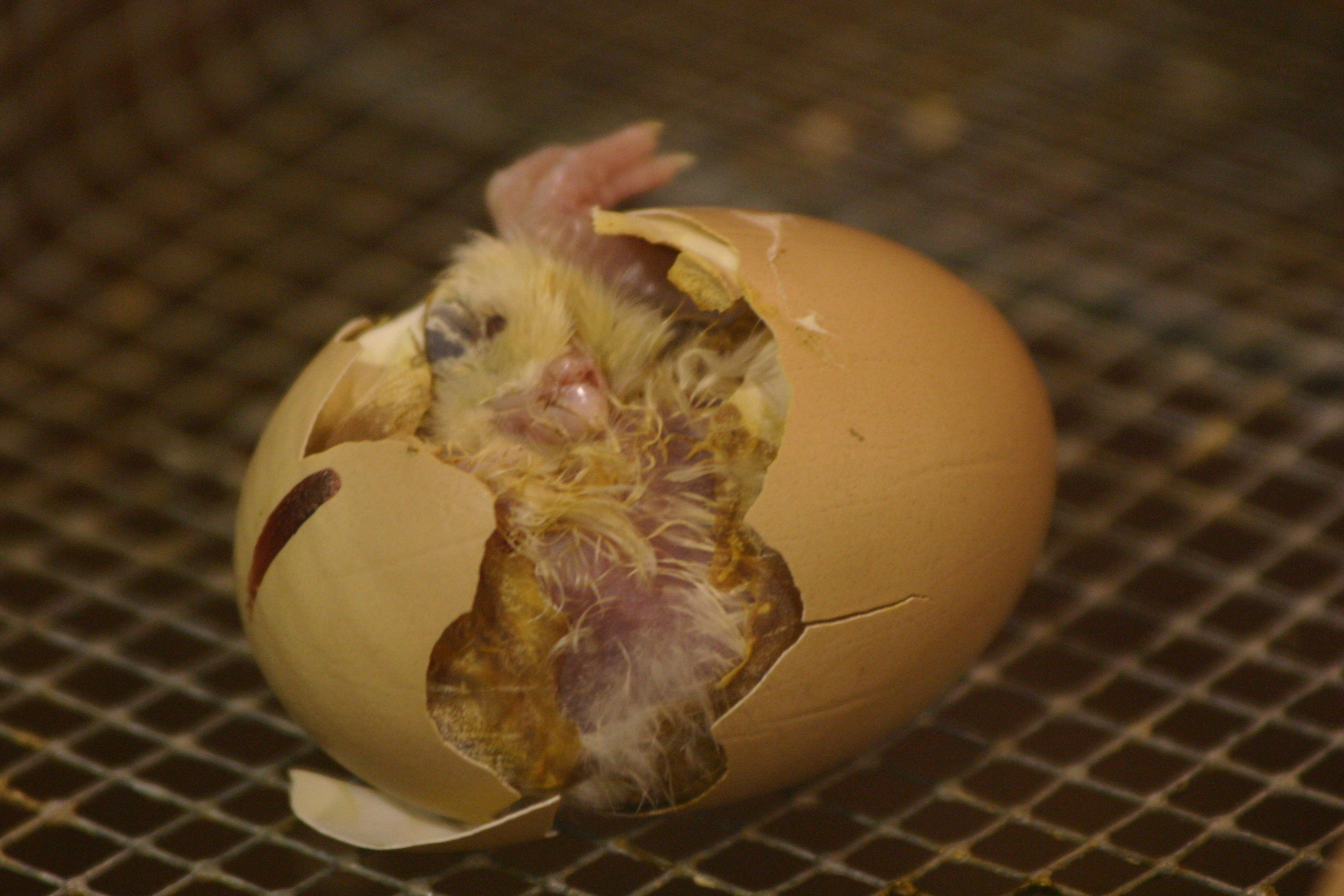
一只小鸡正在从蛋壳里孵化出来。

英国华威大学的马克·罗杰教授与大卫教授在帮助谢菲尔德大学进行试验研究时，发现形成鸡蛋方解石晶體硬壳的关键鸡肉蛋白“OC-17蛋白”（ovocleidin-17）的存在贯彻了整个蛋壳的形成过程并起到了催化的作用，这使得他们认为在“先有鸡还是先有蛋”的问题裡首先存在的是鸡，或者确切的说是OC-17这种鸡肉蛋白。不过马克·罗杰在报告中的附加引述中说到：“这个发现难道就能证明先有鸡再有蛋吗？我们想强调的‘先有鸡还是先有蛋’这个问题虽然很有趣但是事实上却毫无意义。不过这个研究倒是使得学界对高效快速的结晶方法有了新的见解，这项研究也能够在骨头的形成以及二氧化碳是如何被贮存在石灰石等问题上提供帮助。”
不过，他们的研究却与早先时候的研究结论有些出入。约翰·布鲁克菲尔德（John Brookfield）与大卫·帕皮诺（David Papineau）教授认为，在世界上第一只鸡出现后，在它之前也必定需要并有一颗能够孵出它来的蛋。生物学家迈尔斯进一步的指出了前者在研究中的瑕疵，称其他的鸟类会使用与OC-17不同的蛋白质来制造鸟蛋，而且OC蛋白的演变并不能够与鸟蛋的演变向吻合；OC蛋白是从一种古老的蛋白质演变而来，这种蛋白在鸟类分支从爬行动物分离之前便开始参与制造动物的蛋。

### 自然演化方面
演化论表示物种在通过一定时间的突变以及自然选择后最终可以得到演化。这使得人们相信在历史上的某一刻，某一种像鸡但是不是鸡的物种，由于基因突变，产出了第一颗“鸡蛋”。因为，鸡和鸡蛋都是由鸟和不是鸡蛋的鸟蛋演化而来的，只不过在很长的时间中二者演化的越来越相似而已。
但是，一个个体发生了某些突变并不能认为它就成为了一个新的物种。单个的个体与母体分离并且使得它们之间再也不能够交配，这才是新的物种形成的必要条件；这通常也是家养物种同野生祖先们的分离过程。这些完全遭到分离的族群才能够被称为是新的物种。(家馬與野馬、家豬與野豬、家雞與原雞、鵝與雁、鴨與綠頭鴨、家犬與狼、家貓與野貓到現在還能交配產生下一代，就算是同屬不同種，也能生下下一代，只是可能因此沒有生殖能力)现代家养鸡往往被认为起源于红原鸡，不过最新的研究结果表明家养鸡是由灰原鸡与红原鸡杂交得来的。如果鸡蛋正如后者的情况下出现的话，那么根据前面所提到的新物种的种种定义，可以得出这世上是先有鸡蛋再有鸡。
受演化论的启发，可以做一个更宏观的思考。鸡与鸡蛋的关系可以推广到鸟与鸟蛋的关系，如果不断追根溯源，就可以找到这样一个演化链：最早的生命→最早最簡單的动物→能够进行有性生殖的动物→最簡單的卵生动物→较複雜的卵生动物（羊膜動物如两栖动物、爬行动物）→鸟类。而每一个物种都有一个内部循环，使其一代一代的繁殖，又在繁殖中不断演化，与此同时这样的内部循环也在不断改变。换言之，物种的演化就是一个物种的内部循环衍生出另一物种睥内部循环，当这两个循环无法“融合”时，新物种就产生了。从这个角度理解，就会发现鸡与鸡蛋无非是一个循环中的两个不同的元素，少了其中任何一个这个循环都无法继续存在，因此鸡与鸡蛋不存在孰先孰后的问题。
另一方面，如果从生物个体的角度分析，就会发现，对于同一个个体来说，鸡蛋和鸡（孵化后的鸡）分别是它生命的两个不同的阶段。这就好比对昆虫而言，个体会经历虫卵、幼虫、成虫等阶段。因此对单一的鸡的个体而言，是先有蛋再有鸡。

### 宗教观点与神话故事
犹太教及基督教的神话传说中都表明是上帝创造了世间的种种，其中也当然包括鸟。犹太教及基督教的神话中提到上帝创造了鸟类并让它们繁衍后代，但是神话中并没有提到蛋的事。例如创世纪第一章：

19有晚上，有早晨，是第四日。20神说，水要多多滋生有生命的物，要有雀鸟飞在地面以上，天空之中。21神就造出大鱼和水中所滋生各样有生命的动物，各从其类。又造出各样飞鸟，各从其类。神看着是好的。22神就赐福给这一切，说，滋生繁多，充满海中的水。雀鸟也要多生在地上。

飛鳥為統稱，並沒有明確說明是否事先有鳥還是先有蛋？
在印度的经书中记载，神创造了鸟及其他一切生命形式。不过，印度的传说中所谈到的蛋被扩大到了非鸡蛋的蛋的范围，印度的神话也提到了“宇宙蛋”（即梵天诞生的金卵，金卵的其他部分扩张为整个宇宙）这个概念。
而在中国神话中，认为天地是由盘古“开天辟地”所致，而当时混沌的世界就如同一个蛋一样。

### “永恒轮回的时间”所给出的结论
在佛教信仰中，人们认为时间其实是永恒并且不断轮回重复的，在这一点上一些古中北美文化（玛雅及阿兹特克）信仰与此也十分相似。他们认为当将“谁先出现”这个问题与不断轮回的时空联系到一起时是不可能得到答案的。因为已经假设时间是永恒且不断重复的，所以就不可能一个永恒的“第一个”，且也就根本没有什么“创造”。由此得到的答案就是：谁都不是“第一个”，在不断轮回重复的时空里不存在“第一个”。

### 「雞蛋」的概念分析
米歇尔·莫弗特（Mitchell Moffit）和格里高利·布朗（Gregory Brown）認為，先有雞或先有（雞）蛋的問題源自於「雞蛋」概念的歧義：如果「雞蛋」的定義是「孵出雞的蛋」，則演化上應是先由「原型雞」產下第一顆雞蛋，再由第一顆雞蛋孵出第一隻雞，故先有雞蛋。而如果「雞蛋」的定義是「由雞產下的蛋」，則演化上應是先由「原型雞」產下一顆基因變異的「原型雞蛋」，由該「原型雞蛋」孵出第一隻雞，再由第一隻雞產下第一顆雞蛋，故先有雞。